# Улица Большакова
У́лица Большако́ва (бывшая Боло́тная у́лица) расположена между Московской и Восточной улицами в Центральном и Южном жилых районах Екатеринбурга. Разделена на 2 несвязанные между собой части рекой Исетью. Пересекает улицу Белинского. Протяжённость улицы с запада на восток составляет 3370 м. Своё современное название улица получила в честь екатеринбургского революционера С. С. Большакова.

## История и достопримечательности
Начала застраиваться в XIX в. К 1889 длина немощёной улицы составляла 1354 саженей (2889 м), насчитывалось 35 домов. В квартале до Уктусской ул. 6 деревянных изб нумерации не имели вообще, далее на восток улица пролегала до 1-й Восточной, постепенно застраивалась (многие участки помечены как «пустопорожние», то есть незастроенные). На левом берегу реки и до Васенцовской ул. располагался винокуренный завод купцов Чистякова и Первушина (д. 30). Остальные дома мещан и крестьян были одноэтажные, деревянные. Кварталы до ул. 8 Марта были застроены в начале XX века и получили отдельную нумерацию 2—46 (частично получились дублирующие друг друга адреса). К середине 1930-х была введена сплошная обратная нумерация домов. В 1930 построены 2-этажные бревенчатые дома № 147, -а и -б (в 2011—12 снесены), в 1932 — т. н. «милицейский городок» (корпуса отнесены к ул. Чапаева, 14), в 1935—37 — здания школы и общежития (д. 85 и 87).
В 1945 году архитектор М. В. Рейшер возводит комплекс домов из бруса № 82—86. Одноэтажные дома постепенно сносятся, на их месте выстроены дома № 3, 5 и 143—159 в «хрущёвском стиле» (1960—65), д. 97—103 (1970—74). До 1960-х годов участок от Московской ул. до ул. Белинского проходил вдоль поймы реки Монастырки, позднее река была закрыта в коллектор. В 1972 сдан Дворец спорта (д. 90, на землях бывшей заимки Ново-Тихвинского женского монастыря), в 1984 открылся аэровокзал (куда были перенесены кассы Аэрофлота, д. 99), несколько позже — СОБЕС (д. 105), Торгово-экономический техникум (д. 65), здание Облколхозпроекта (д. 61). В 1980 завершилась застройка микрорайона Парковый, в этом году сданы 9—16-этажные дома № 9—21. В 1996 — кирпичные дома 109—111, в 2004—11 — 9-этажный д. № 75. К 2009 построен 9-этажный бизнес-центр «Корин-центр». С августа 2008 началось строительство крупной дорожной развязки на пересечении с ул. Большакова, Посадской и Ясной с самой длинной эстакадой в городе, длиной 756 м, 17 августа 2009 сданы наземные проезды между Посадской, Московской и Ясной улицами. 29 октября 2010 состоялось торжественное открытие сквозного движения по эстакаде. Восточный конец улицы подходит к территории оптико-механического завода (ранее — фабрики Злоказова).
На улице продолжают сохраняться жилыми несколько деревянных домов 19 в. (№ 45—55, 82, 84, 86).
- № 105 — Генеральное консульство Кыргызской Республики в Екатеринбурге
- дом № 79 — общежитие № 3 Уральского государственного университета им. А. М. Горького (гуманитарные факультеты).

Здания и сооружения
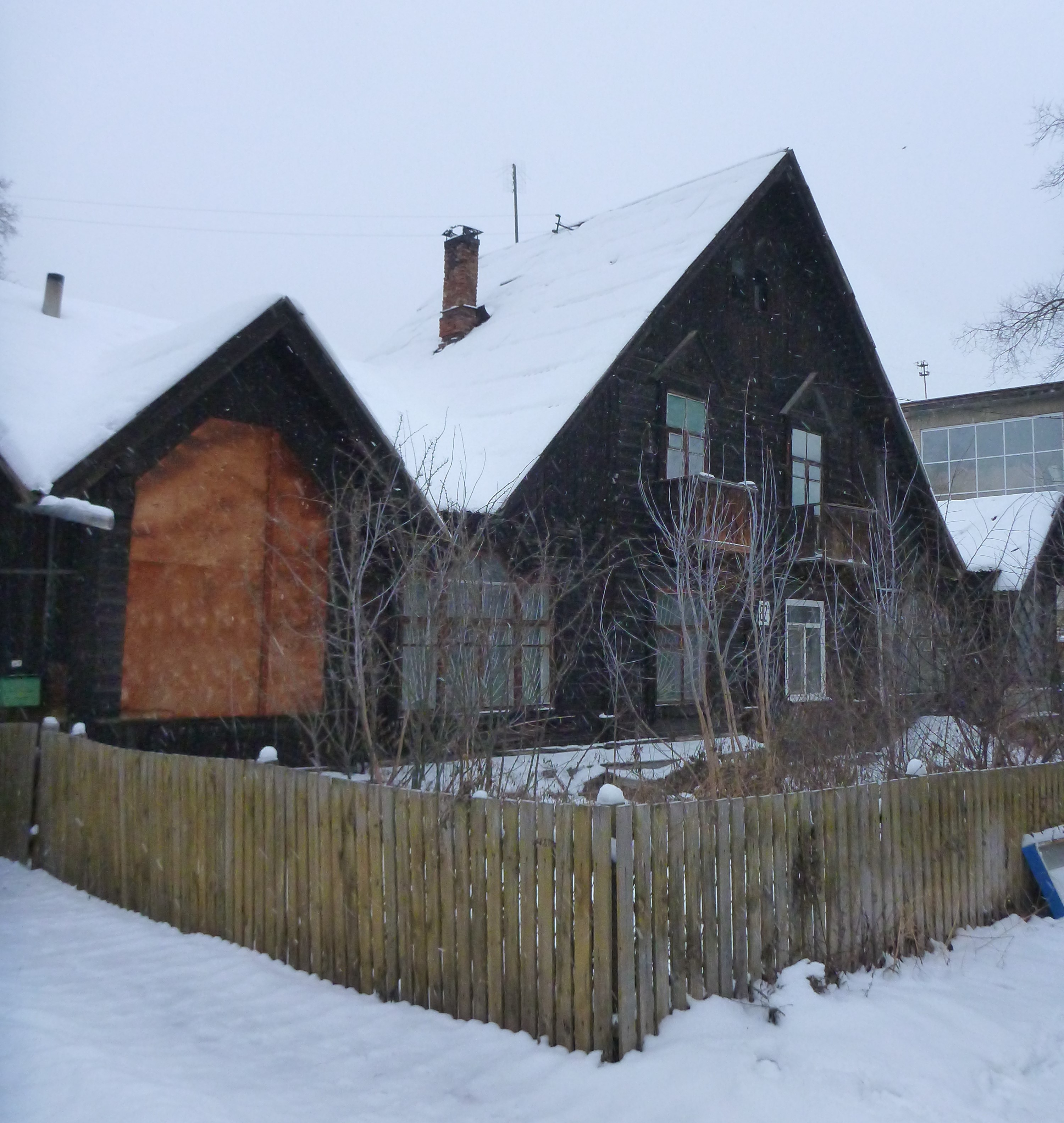
Брусковый коттедж Рейшера, Большакова, 82а
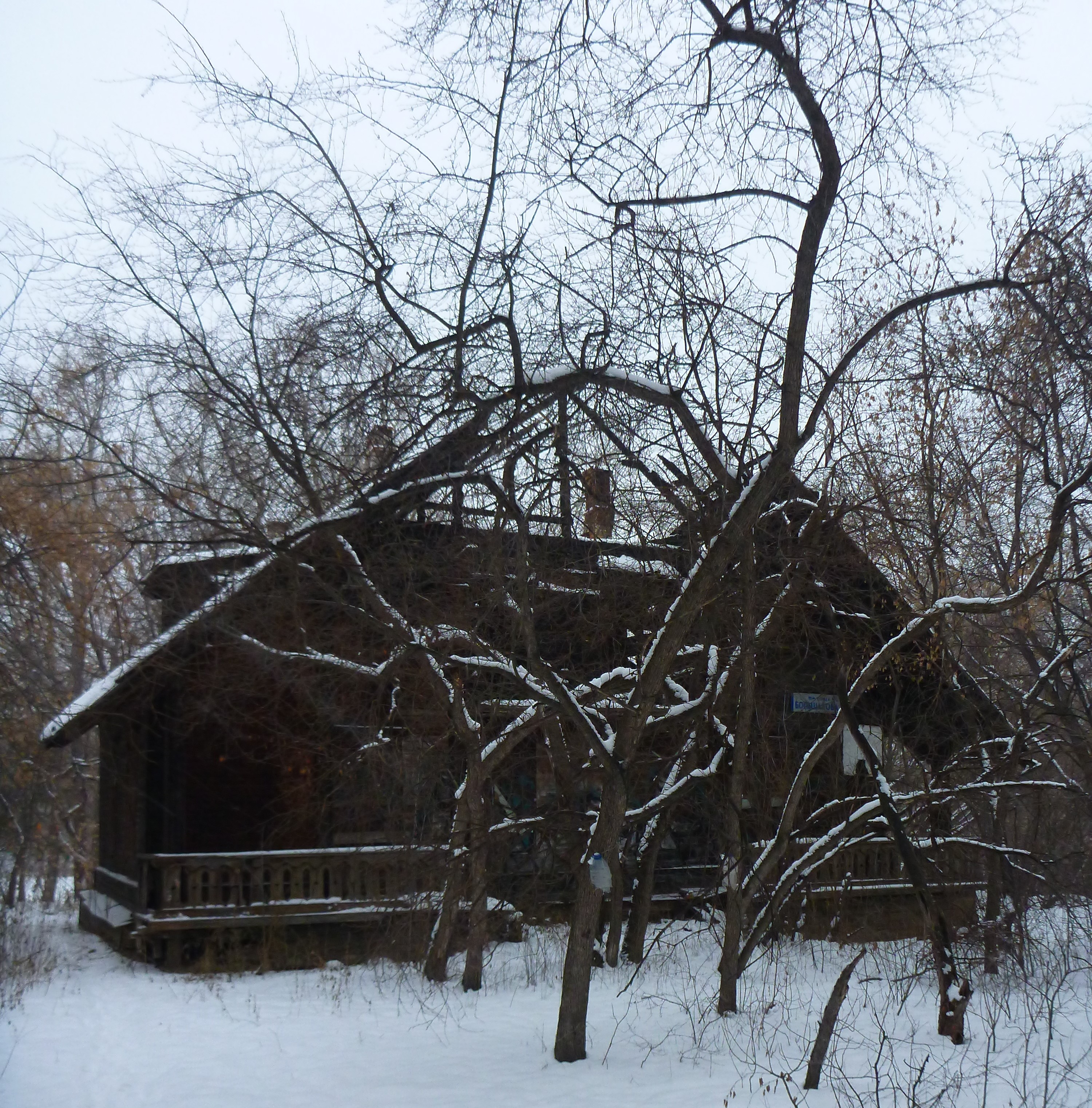
Брусковый коттедж Рейшера, Большакова, 84.
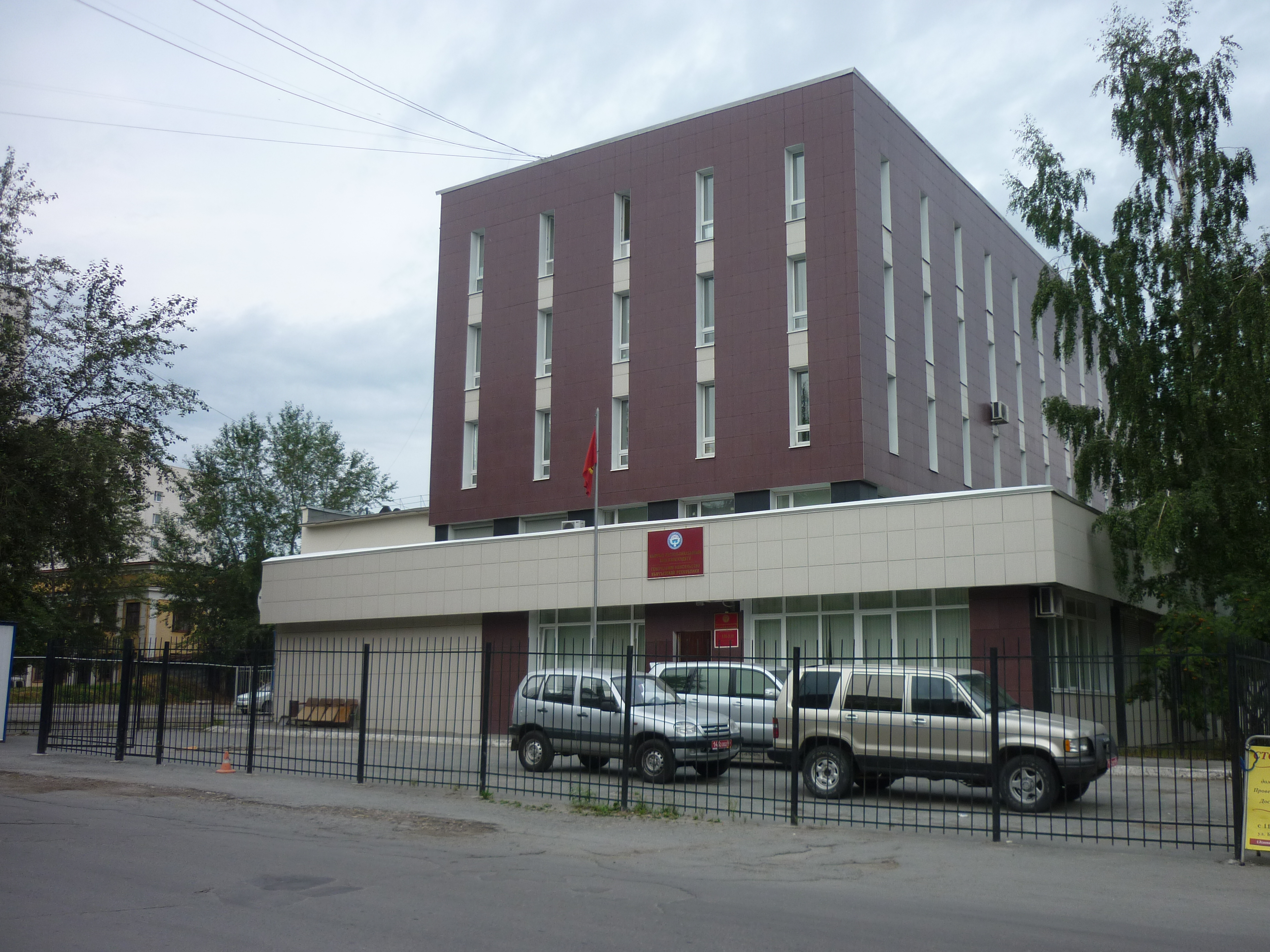
Консульство Кыргызской Республики
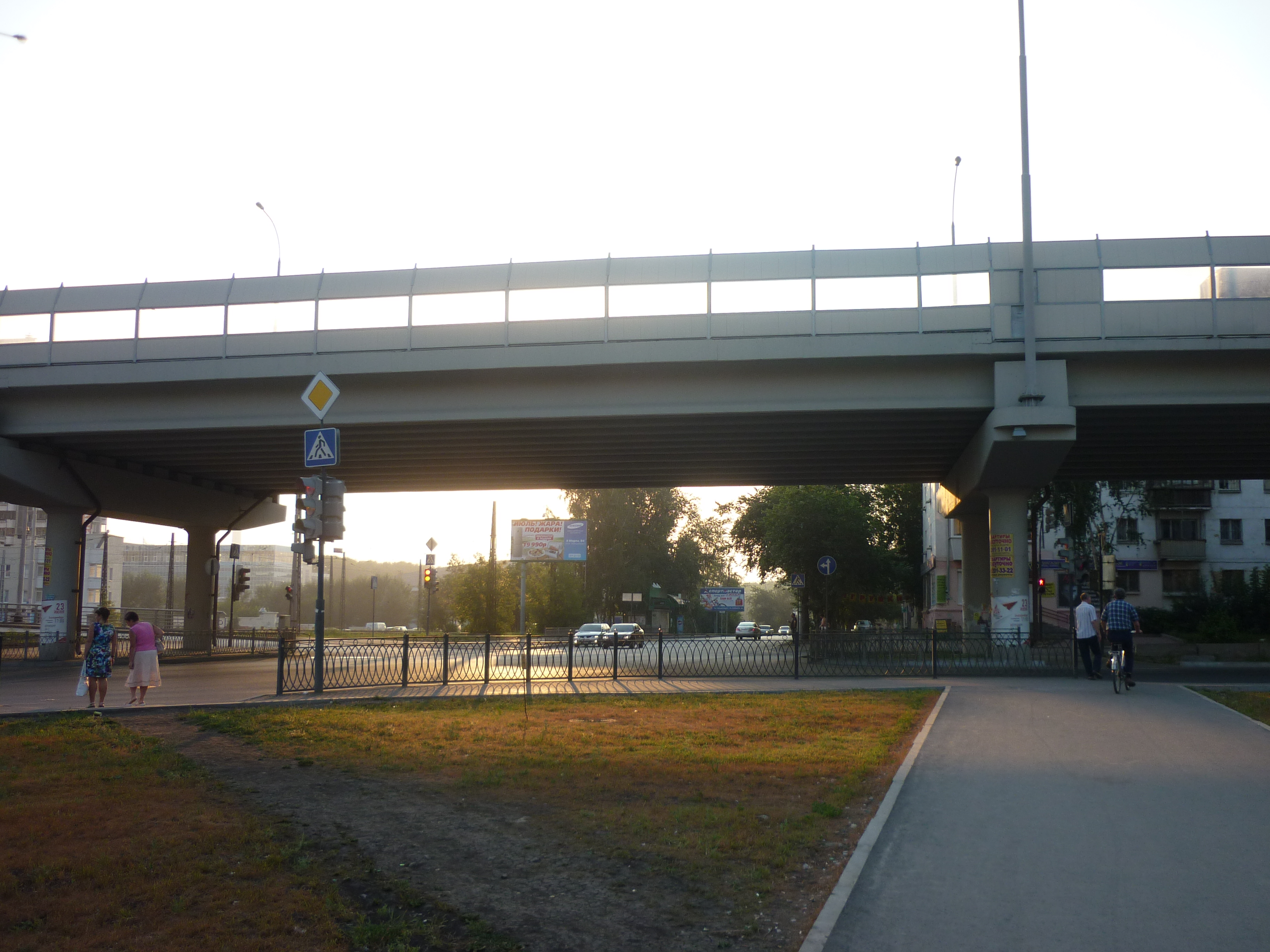
Вид на восток от улицы Ясной на развязке у ТЦ ФанФан